# Рай Санъё
Рай Санъё (яп. 頼山陽 рай санъё:), Рай-Санъё — японский конфуцианец, мыслитель, историк, художник и поэт второй половины периода Эдо. 
Настоящее имя Рай Хисатаро Нобору. Писал в том числе под псевдонимом Сандзюрокухо Гэси. На русском языке известен также под именем Рай Дзё (до Революции — Рай Дзио Сисей).

## Жизнеописание

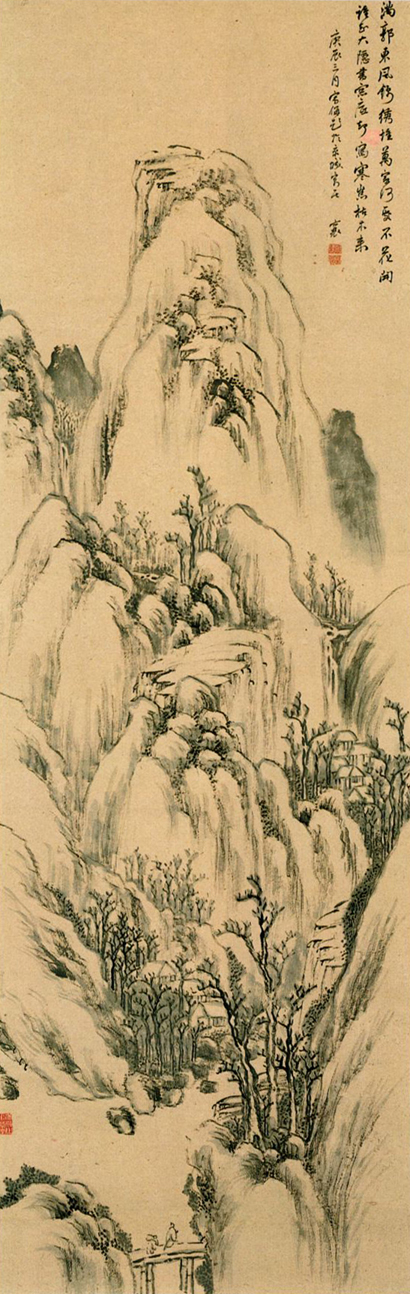
«Сухие деревья на замерзшей скале» (Рай Санъё, 1820)

Рай Санъё родился 21 января 1780 года в самурайской семье конфуцианца из княжества Хиросима, Рай Сюнсуя, и поэтессы Байси.
Сначала Санъё учился гуманитарным наукам у своего дяди, Рая Кибэя, а в 1797 году, полагаясь на Ото Нисю, отправился в Восточную Японию и поступил в школу Масахира-сака в Эдо. В 1798 он вернулся в Хиросиму.
Рай Санъё с детства страдал меланхолией и вел аскетический образ жизни. В молодости он четыре года провел запершись в своей комнате, после чего отец лишил его права стать наследником рода Рай. Во время своего самовольного «домашнего ареста» Санъё посвятил себя чтению и письму, замыслил написание «Неофициальной истории Японии» и завершил некоторые её части.
В 1811 году, в 37-летнем возрасте, Рай Санъё покинул княжество Хиросима, двинувшись к Киото. В столице он открыл частную школу в квартале Синтё района Марута. Там Санъё продолжил работу над «Неофициальной историей». В Киото он завёл знакомство с японскими учёными и литераторами Янагавой Сэйганом, Осио Хэйхатиро и Синосаки Сётику. Находясь в столице, Рай Санъё испытал влияние неоконфуцианства и националистического течения кокугаку. Получив финансовую независимость, Рай путешествовал по Японии, продолжая писать научные трактаты и стихи.
Делом жизни Рая Санъё стало завершение «Неофициальной истории Японии» в 22-х томах. Она охватывала историю Японии с XI века, появления самурайских родов Тайра и Минамото, до XVII века, эпохи правления сёгуна Токугавы Иэмицу. Произведение Рая примечательно оригинальностью написания и было первым комплексным исследованием по истории японского самурайства. Оно получило признание среди научной и военной элиты страны. Многотомная работа была официально пожалована старейшине сёгуната в Эдо, Мацудайре Саданобу. «Неофициальная история Японии» оказала большое влияние на становление движения «Да здравствует император, долой варваров!» и привела к реставрации Мэйдзи.
Рай Санъё также был автором следующих произведений: «Записи о правлении в Японии» в 16 томах, «Мораль и долг» в 3-х томах, «Стихи Санъё», а также многих путевых дневников. Кроме этого, он писал много монохромных картин в стиле сумиё.
Умер Рай Санъё 16 октября 1832 года в Киото от туберкулеза за своим рабочим столом.